# Cernuella
Genre
Synonymes
- voir paragraphe #Synonymes

Cernuella est un genre d'escargots de la famille des Geomitridae.

## Synonymes
- sous-genre Cernuella (Cernuella) Schlüter, 1838[1]
- sous-genre Cernuella (Xeroamanda) Monterosato, 1892[1]
- sous-genre Cernuella (Xerocincta) Monterosato, 1892[1]
- genre Xeroampulla Monterosato, 1892[1]
- genre Xerocincta Monterosato, 1892[1]
- genre Xerofusca Monterosato, 1892[1]
- genre Xerolauta Monterosato, 1892[1]
- genre Xerolena Monterosato, 1892[1]
- genre Xerolissa Monterosato, 1892[1]
- genre Xerolutea Monterosato, 1892[1]
- genre Xerotropis Monterosato, 1892[1]
- genre Xerovaria Monterosato, 1892[1]
- genre Xerovera Monterosato, 1892[1]

## Liste d'espèces
Selon World Register of Marine Species (12 avril 2020) :
- Cernuella aginnica (Locard, 1882)
- Cernuella amanda (Rossmässler, 1838)
- Cernuella aradasii (Pirajno, 1842)
- Cernuella caruanae (Kobelt, 1888)
- Cernuella cisalpina (Rossmässler, 1837)
- Cernuella hydruntina (Kobelt, 1883)
- Cernuella jonica (Mousson, 1854)
- Cernuella lampedusae (Kobelt, 1890)
- Cernuella neglecta (Draparnaud, 1805)
- Cernuella rugosa (Lamarck, 1822)
- Cernuella selmaniana Brandt, 1959
- Cernuella tineana (Benoit, 1862)
- Cernuella virgata (Da Costa, 1778)
- Cernuella zilchi Brandt, 1959

### Publication originale
- [1838] Fr. Schlüter, Kurzgefasstes systematisches Verzeichniss meiner Conchyliensammlung nebst Andeutung aller bis jetzt von mir bei Halle gefundenen : Land- und Flussconchylien zur Erleichterung des Tausches für Freunde der Conchyliologie, 1838 (lire en ligne).